# Cyclodictyon angustirete
Cyclodictyon angustirete är en bladmossart som beskrevs av Theodor Carl Karl Julius Herzog 1916. Cyclodictyon angustirete ingår i släktet Cyclodictyon och familjen Hookeriaceae. Inga underarter finns listade i Catalogue of Life.